# Arrondissement de Riesa-Grossenhain

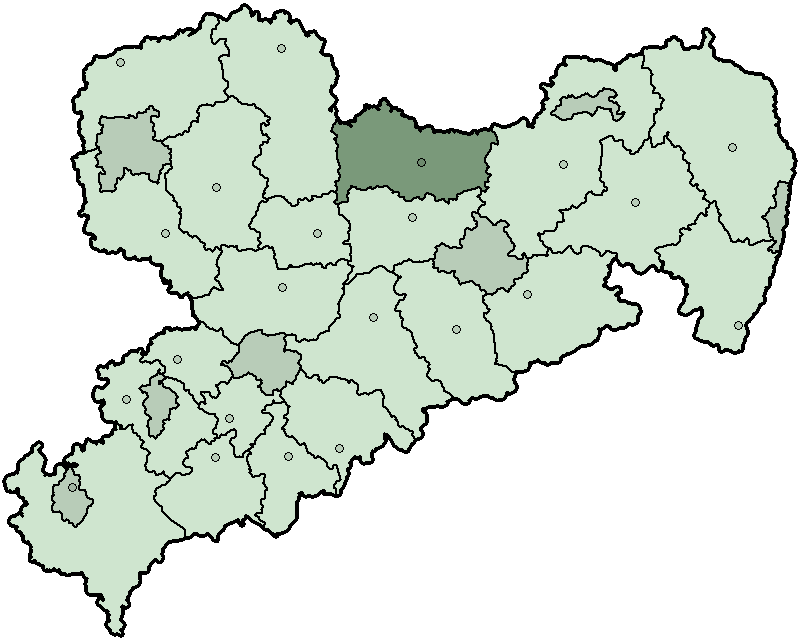
Localisation de l'ancien arrondissement en Saxe

L'arrondissement de Riesa-Grossenhain était un arrondissement  ("Landkreis" en allemand) de Saxe  (Allemagne), dans le district de Dresde de 1994 à 2008.
Son chef lieu était Großenhain.
Il fut regroupé avec l'arrondissement de Meissen (1996-2008) le 1er août 2008 selon la réforme des arrondissements de Saxe de 2008, pour former le nouvel arrondissement de Meissen.

## Villes et Communes
(nombre d'habitants en 2007)
| Städte 1. Gröditz (7.715) 2. Großenhain (15.965) 3. Riesa (36.140) 4. Strehla (4.143) Verwaltungsgemeinschaften - Verwaltungsgemeinschaft Gröditz mit den Mitgliedsgemeinden Gröditz und Nauwalde - Verwaltungsgemeinschaft Nünchritz mit den Mitgliedsgemeinden Glaubitz und Nünchritz - Verwaltungsgemeinschaft Röderaue-Wülknitz mit den Mitgliedsgemeinden Röderaue (VG-Sitz) und Wülknitz - Verwaltungsgemeinschaft Schönfeld mit den Mitgliedsgemeinden Lampertswalde, Schönfeld und Weißig a. Raschütz - Verwaltungsgemeinschaft Thiendorf mit den Mitgliedsgemeinden Tauscha und Thiendorf - Verwaltungsgemeinschaft Zabeltitz mit den Mitgliedsgemeinden Wildenhain und Zabeltitz | Gemeinden 1. Ebersbach (4.853) 2. Glaubitz (2.066) 3. Hirschstein [Sitz: Prausitz] (2.428) 4. Lampertswalde (1.984) 5. Nauwalde [Sitz: Spansberg] (1.098) 6. Nünchritz (6.504) 7. Priestewitz (3.530) 8. Röderaue [Sitz: Frauenhain] (3.270) 9. Schönfeld (2.032) 10. Stauchitz (3.485) 11. Tauscha (1.498) 12. Thiendorf (2.254) 13. Weißig a. Raschütz [Sitz: Blochwitz] (957) 14. Wildenhain (1.723) 15. Wülknitz (1.820) 16. Zabeltitz (2.899) 17. Zeithain (6.491) |